# Chapman (Kansas)
Chapman es una ciudad ubicada en el condado de Dickinson en el estado estadounidense de Kansas. En el año 2010 tenía una población de 1393 habitantes y una densidad poblacional de 696,5 personas por km².

## Geografía
Chapman se encuentra ubicada en las coordenadas 38°58′18″N 97°1′18″O / 38.97167, -97.02167 (38.971772, -97.021791).

## Demografía
Según la Oficina del Censo en 2000 los ingresos medios por hogar en la localidad eran de $40,000 y los ingresos medios por familia eran $44,063. Los hombres tenían unos ingresos medios de $30,536 frente a los $22,891 para las mujeres. La renta per cápita para la localidad era de $16,842. Alrededor del 7.0% de la población estaban por debajo del umbral de pobreza.